# Condeep

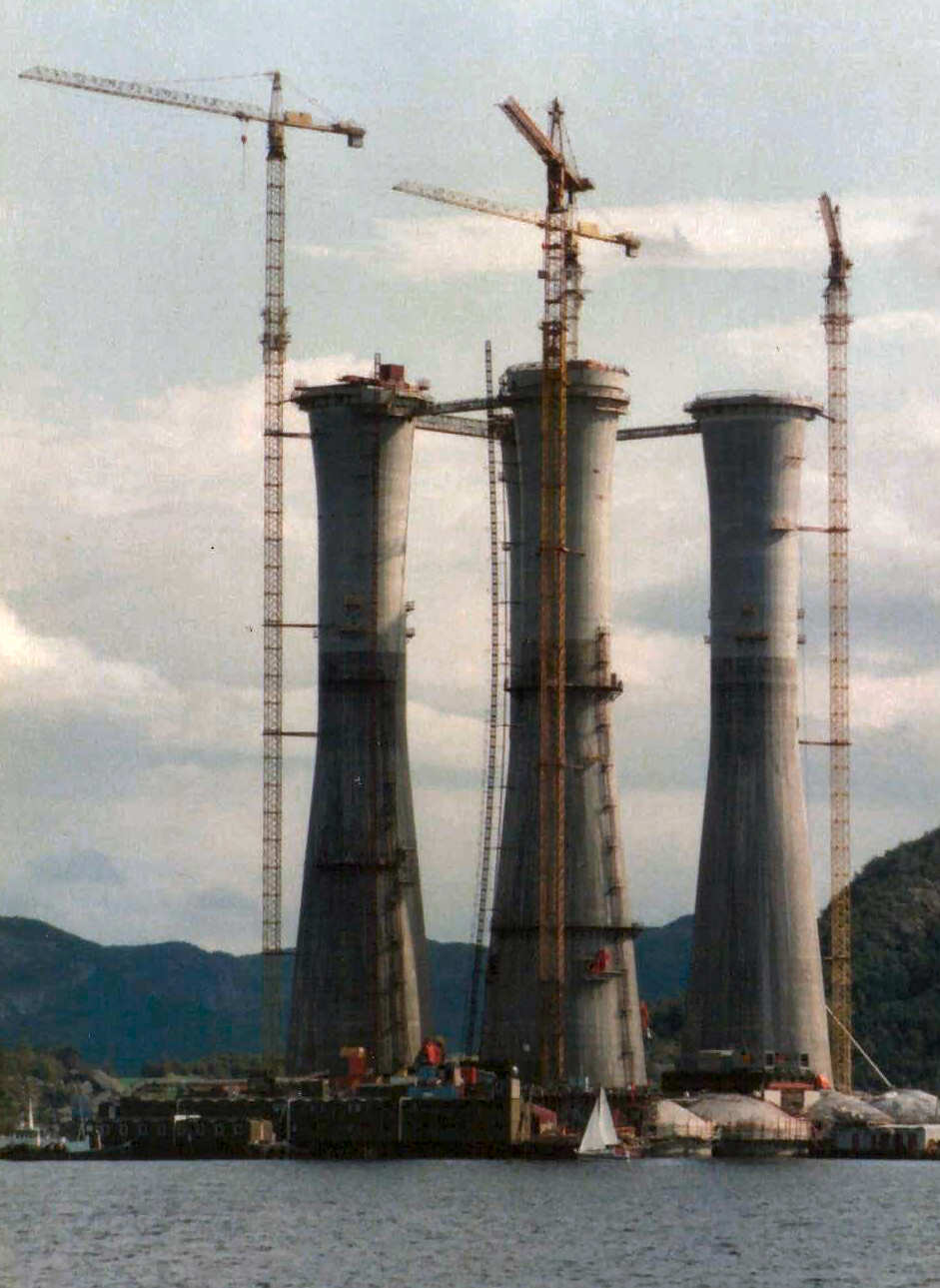
Een Condeep in aanbouw in Noorwegen.

Condeep (afk. concrete deep water structure) is een betonnen productieplatform. 

## Beschrijving
Het is een ontwerp van Norwegian Contractors in Stavanger, Noorwegen, die ze ook bouwde. Na het succes van de betonnen olieopslagtank van het Ekofiskveld, introduceerde Norwegian Contractors het Condeepproductieplatformconcept in 1973.
Een Condeep bestaat over het algemeen uit een betonnen basis van olieopslagtanks. Hieruit komen één, drie of vier kolommen. De originele Condeep staat altijd op de zeebodem en de kolommen steken zo'n 30 meter boven zee uit.
Dit type platform was uniek, omdat het gemaakt werd van gewapend beton, in plaats van het tot dan toe gebruikelijke staal. Het platform is zeer geschikt voor de zware weersomstandigheden en de grote waterdieptes in de noordelijke Noordzee.

## Troll A
Troll A is de grootste Condeep tot nu toe. De bouw duurde vier jaar waarbij 2000 man was betrokken. In 1995 werd het geplaatst en begon het aardgas te produceren vanuit het enorme Trollgasveld.
Met een totale hoogte van 472 meter is Troll A het grootste bouwwerk dat vervoerd is. Het totale gewicht is 1,2 miljoen ton. Er werd 245.000 m³ beton en 100.000 ton staal voor de wapening gebruikt. De hoeveelheid staal komt overeen met 15 Eiffeltorens. Het platform is geplaatst in een waterdiepte van 300 meter en 35 meter in de zeebodem ingegraven.

## Condeeps op de Noordzee

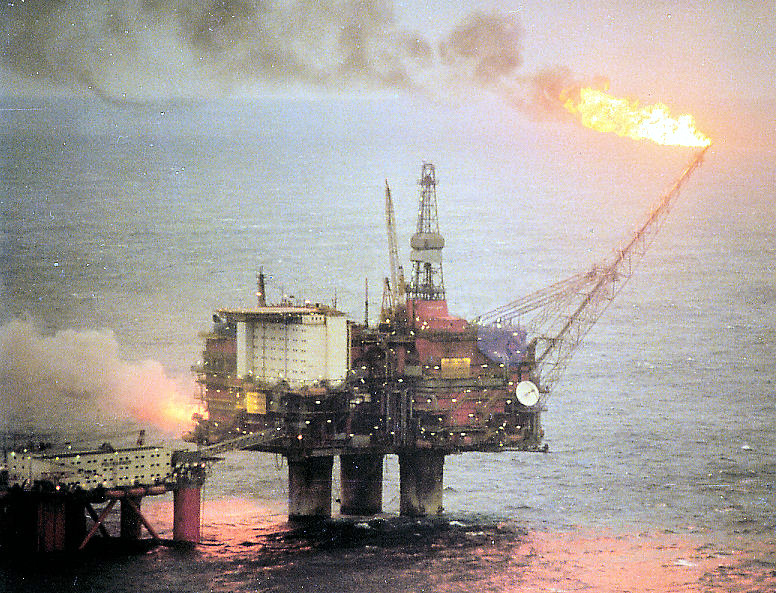
Statfjord A met flotel Polymariner.

|    | Aanvankelijke operator | Veld/ platform | Kolommen   | Werf                        | Diepte (m) | Locatie       | Bouwjaar |
| -- | ---------------------- | -------------- | ---------- | --------------------------- | ---------- | ------------- | -------- |
| 1  | Mobil                  | Beryl A        | 3 kolommen | Jåttåvågen, Stavanger       | 118        | Noordzee (GB) | 1975     |
| 2  | Shell                  | Brent B        | 3 kolommen | Jåttåvågen, Stavanger       | 140        | Noordzee (GB) | 1975     |
| 3  | Shell                  | Brent D        | 3 kolommen | Jåttåvågen, Stavanger       | 140        | Noordzee (GB) | 1976     |
| 4  | Elf                    | Frigg TCP2     | 3 kolommen | Åndalsnes                   | 104        | Noordzee (NO) | 1977     |
| 5  | Mobil                  | Statfjord A    | 3 kolommen | Jåttåvågen, Stavanger       | 145        | Noordzee (NO) | 1977     |
| 6  | Mobil                  | Statfjord B    | 4 kolommen | Jåttåvågen, Stavanger       | 145        | Noordzee (GB) | 1981     |
| 7  | Mobil                  | Statfjord C    | 4 kolommen | Jåttåvågen, Stavanger       | 145        | Noordzee (NO) | 1984     |
| 8  | Statoil                | Gullfaks A     | 4 kolommen | Jåttåvågen, Stavanger       | 135        | Noordzee (NO) | 1986     |
| 9  | Statoil                | Gullfaks B     | 3 kolommen | Jåttåvågen, Stavanger       | 141        | Noordzee (NO) | 1987     |
| 10 | Norsk Hydro            | Oseberg A      | 4 kolommen | Jåttåvågen, Stavanger       | 109        | Noordzee (NO) | 1988     |
| 11 | Statoil                | Gullfaks C     | 4 kolommen | Jåttåvågen, Stavanger/ Vats | 216        | Noordzee (NO) | 1989     |
| 12 | Statoil                | Sleipner A     | 4 kolommen | Jåttåvågen, Stavanger       | 82         | Noordzee (NO) | 1993     |
| 13 | Shell                  | Draugen        | mono-toren | Jåttåvågen, Stavanger/ Vats | 251        | Noordzee (NO) | 1993     |
| 14 | Shell                  | Troll A        | 4 kolommen | Jåttåvågen, Stavanger/ Vats | 303        | Noordzee (NO) | 1995     |